# Wayne Carpendale
Wayne Howard Carpendale (ur. 23 marca 1977 we Frechen) – niemiecki aktor i prezenter telewizyjny.
Zwycięzca pierwszej edycji programu Let’s Dance (2006). Reprezentant Niemiec w 1. Konkursie Tańca Eurowizji (2007). Prowadzący program Deal or No Deal (2014–2015) i uczestnik programu Die perfekte Minute (2014).

## Wybrana filmografia
- 2000–2001: Unter Uns (Między nami) jako Max Pfitzer
- 2003: Rosamunde Pilcher: Paradies der Träume jako David Eckert
- 2006: Rosamunde Pilcher: Miłość jej życia jako George Burton
- 2006–2007: Burza uczuć (Sturm der Liebe) jako Lars Hoffmann
- 2006–2008: Nasz Charly (Unser Charly) jako Dirk Scheerer
- 2007–2008: Burza uczuć (Sturm der Liebe) jako Marc Kohlweyer
- 2014: Kobra – oddział specjalny – odc. Bez kontaktu/Tote kehren nicht zurück jako Mats Vollmer